# География на Австралия
Австралия е най-малкият континент на Земята, разположен в Южното полукълбо. Площта му заедно с островите Тасмания, Кенгуру, Мелвил и др. е 7 682 560 km². Дължината му от север на юг е 3200 km, а ширината от запад на изток – 4100 km. Дължината на бреговата линия е 36 735 km, като на север, запад и юг се мие от водите на Индийския океан: Тиморско и Арафурско море, а на север и изток – от водите на Тихия океан: Тасманово и Коралово море. Бреговете му са слабо разчленени, като големите заливи са Карпентария на север и Големия Австралийски залив на юг. Единствения голям полуостров е Кейп Йорк на североизток. На югоизток широкия 224 km Басов проток го отделя от остров Тасмания, а покрай източното му крайбрежие, в Коралово море се простира Големия бариерен риф.
Континента Австралия се простира между 10°41′ и 39°08′ ю.ш. и между 113°09′ и 153°38′ и.д. Крайните му точки са следните:
- крайна северна точка – 10°41′21″ ю. ш. 142°31′50″ и. д. / 10.689167° ю. ш. 142.530556° и. д., нос Йорк, на полуостров Кейп Йорк, на южния бряг на Торесовия проток.
- крайна южна точка – 39°08′20″ ю. ш. 146°22′26″ и. д. / 39.138889° ю. ш. 146.373889° и. д., нос Саут Пойнт (Югоизточен), на полуостров Уилсън Промонтори, на брега на Басовия проток.
- крайна западна точка – 26°09′05″ ю. ш. 113°09′18″ и. д. / 26.151389° ю. ш. 113.155° и. д., нос Стип Пойнт, на полуостров Идъл Ленд, на брега на Индийския океан.
- крайна източна точка – 28°38′05″ ю. ш. 153°38′14″ и. д. / 28.634722° ю. ш. 153.637222° и. д., нос Байрон, на брега на Тихия океан.[2]

## Релеф

### Орография
В релефа на Австралия преобладават равнините. Около 95% от повърхността ѝ не превишава 600 m над морското равнище. Главните орографски единици са:
- Западноавстралийско плато – средна н.в. 400 – 500 m, с издигнати краища: на изток са планините Мъсгрейв (връх Уудроф, 1435 m) и Макдонъл (връх Зил, 1510 m); на север – масива Кимбърли (връх Орд, 936 m); на запад – плоския пясъчен масив Хамърсли (връх Мехори, 1249 m); на югозапад – хребета Дарлинг (връх Кук, 582 m).
- Централна низина с преобладаващи височини до 100 m надморска височина. В района на езерото Еър е най-ниската точка на Австралия -15 m под морското равнище. На югозапад се издигат хребетите Флиндърс (връх Сейнт Мъри, 1188 m) и Маунт Лофти (връх Брайан, 934 m).
- Голяма вододелна планина – средновисока планина, с плоски върхове, стръмни, силно разчленени източни склонове и полегато-стъпаловидни западни, преминаващи в хълмисти предпланини (т.нар. „даунси“). На юг в Австралийските Алпи се издига най-високата точка на континента – връх Косцюшко 2230 m.[1]

### Типове релеф и история на неговото формиране
Съвременният релеф на Австралия в значителна степен наследява чертите на древния релеф, който не е изпитал никакви резки тектонски движения от времето на докамбрия. Повърхността на континента е била подложена на продължителна денудация, в резултат на която върху издадените на повърхността части на фундамента бил създаден пенеплен – обширни равнини с островни планини. Интензивното натрупване на седименти през кайнозоя в синеклизите на Австралийския щит и в зоните на пропадане в Централна Австралия е способствало за образуването на обширни пластови и акумулативно-езерни равнини. Местата с най-голямо потъване на платформата са заети от алувиално-езерните равнини на Централния басейн и равнини с морска и езерна акумулация в басейна на река Мъри и крайбрежието на залива Карпентария. По-високо разположени пластови равнини са развити по склоновете на синеклизите и седловините между тях, а също на северозапад и юг в Западноавстралийското плато и в областите на крайните синеклизи на древния фундамент. Цокълните плата и равнини преобладават в Западна Австралия. Нееднократната смяна на плувиални и аридни епохи през неогена и плейстоцена са определили съчетанието на древни и съвременни форми на релефа с различен генезис – изкопаеми дюни във влажния югоизток, сухи речни корита и древни езерни котловини в пустините. Голямата вододелна планина е възникнала на мястото на денудирани палеозойски нагънати системи, а кайнозойския вулканизъм е обусловил появяването на лавови плата и равнини, малки кратери и вулканични езера. С палеозойския вулканизъм е свързано възникването на платото Антрим. Формите на плейстоценското планинско заледяване са ограничени само в масива Косцюшко. Най-значителните райони с карстов релеф са равнината Наларбор, планината Блу Маунтънс и платата Бъркли и Атертън.

## Геоложки строеж, полезни изкопаеми

### Геоложки строеж
По-голямата (западната и централната) част на Австралия принадлежи към областта на древната Австралийска платформа, която включва също северното, западното и южното (на запад от залива Сент Винсент) подводно продължение на континента, Арафурско море и южните части на остров Нова Гвинея. Източните краища на Австралия съставляват Източноавстралийския нагънат геосинклинален пояс, развивал се през протерозоя и фанерозоя. В Австралийската платформа преобладава архайско-долнопротерозойския фундамент, изграден от дълбоко метаморфозирани вулканични скали с основен състав и теригенни наслаги, превърнати в гнайси и впоследствие заменени с гранити. Архайските скали излизат на повърхността на запад (блоковете Пилбар и Калгурли) и в центъра (хребета Мъсгрейв). В Северна Австралия много по-малките архайски блокове са препокрити с протерозойски седиментен чехъл (платото Кимбърли и др.) и са разделени от тесни геосинклинални нагънати системи с долнопротерозойска възраст. Неметаморфозираните теригенни, карбонатни и вулканогенни скали в протерозойския чехъл, достигат до многокилометрова мощност и са широко разпространени на платформата, изграждайки пропадането Налагайн в Западна Австралия, плоските падини на платото Кимбърли, полуостров Арнемленд и югозападното крайбрежие на залива Карпентария. Те подстилат серии от долния и средния палеозой в много дълбокото и много по интензивно деформираното пропадане (авлакоген) Амадеус, а също и в централните части на континента. На места (падината Джорджина в Северна Австралия и др.) горните хоризонти на чехъла принадлежат към долния палеозой, като на границата с протерозоя залягат покривки от базалти.
В района на крайбрежията и шелфа е развита система от периферни океански падини (заливите Жозеф Бонапарт, Канинг, Карнарвон, Пърт и др.), съществуващи от началото на палеозоя. Дълбочината на пропадането на фундамента в тези места превишава 5 – 10 km. От високите части на фундамента, намиращи се на сушата, те са отделени от големи разломи, като им предават структура на полуграбени. В някои участъци падините са отделени от хорстовете на фундамента и от подводните части на континента и представляват типични грабени. Падината Канинг продължава надолу в платформата като едноименна синеклиза, в североизточната част на която се откроява къснопалеозойско-раннотриасовия грабен (авлакоген) Фицрой със северозападно простиране. В южната част на платформата е разположена плитката кайнозойска падина Юкла, открояваща се по дъното на Големия Австралийски залив.
Източноавстралийския нагънат пояс в зависимост от възрастта си се дели на три системи: 1) Аделаида (къснобайкалска-раннокаледонска въръст), вклиняваща се на север; 2) Лакланска (каледонска възръст), продължаваща на юг в Тасмания; 3) Система Нова Англия (херцинска възръст), отделена от първите две с къснопалеозойската периферна падина Боуен-Сидни. Двете последни системи често се обединяват в исторически смисъл под названието Тасманийска геосинклинала. Като цяло поясът е изграден от интензивно деформирани седиментни и вулканогенни скали от горния протерозой и палеозой, с множество вместени гранитни интрузии. От времето на триаса Източноавстралийския пояс е встъпил в стадий на развитие като млада платформа. От юрата до палеогена върху нагънатата основа на пояса и на съседните части на древната платформа са се развили серии от падини-синеклизи (залива Карпентария, Големия артезиански басейн и падината на река Мъри). На изток, по крайбрежието на Тасманово море възникнали няколко по-малки падини. Строежа на падините, както древните, така и младите платформи се е усложнил от нагъвания от платформен тип. Младите потъвания (по разломи) засегнали и крайбрежието на днешния щат Виктория, като с тях е свързано формирането на Басовия проток. В резултат от новите издигания по крайбрежието на Тасманово море е възникнала Голямата вододелна планина. Нейното издигане и същевременно потъването на крайбрежието на Тасманово море и Басовия проток било съпроводено с активен базалтов вулканизъм.

### Полезни изкопаеми
Фундаментът на Австралийската платформа включва значителни находища на злато (Западна Австралия), полиметални и уранови руди, боксити (Западен Квинсленд и др.). В протерозойският седиментен чехъл има богати находища на железни руди (планината Хамърсли в Западна Австралия и др.). В горнопалеозойските, а също и в много по-младите скали в Източна Австралия има залежи на въглища. В редица райони на Австралия (Големия артезиански басейн, крайбрежието на щата Виктория, Западна Австралия, падината Амадеус) са открити залежи на нефт и газ в седиментните наслаги с различна възраст.

## Климат

### Слънчева радиация, температура на въздуха
По-голямата част от Австралия е разположена в тропиците, северните части – в субекваториалните ширини, а южните – в субтропичните. Сумарната слънчева радиация е постоянно висока: на север и юг около 590 Kj/sm²/год., във вътрешните райони 750 Kj/sm²/год. Радиационният баланс в по-голямата част от територията на континента е 250 – 290 Kj/sm², а на север и североизток 335 Kj/sm² (1 Kcal/sm² = 4.19 Kj/sm²; 1 Kj/sm² = 0.24 Kcal/sm²). При преобладаването на предимно равнинен релеф това обуславя постоянно високите температури на целия континент. Австралия почти изцяло лежи в пределите на на летните изотерми 20 – 28°С и зимните 12 – 20°С. Сезонни колебания на температурата се наблюдават предимно във вътрешните райони на тропичния пояс и в субтропиците. Най-горещия район с летни (януарски) температури над 40°С е на северозапад (Марбъл Бар). Абсолютният максимум от 53,1°С е измерен в град Клонкъри (щата Куинсланд). Най-ниските минимални температури във вътрешните райони падат до -4, -6°С. Студовете са устойчиви само в Австралийските Алпи, където са регистрирани температури до -22°С.

### Валежи
Положението на по-голямата част от Австралия в континенталния сектор на тропичния пояс обуславя сухотата на климата. Основните фактори за него са: голямата дължина на континента от запад на изток, слабо разчленените брегове и разположението на Голямата вододелна планина на пътя на влажните въздушни маси идващи от изток и югоизток. 38% от територията на континента получава под 250 mm валежи годишно. Въпреки това дълги и продължителни засушавания не се наблюдават, тъй като равнинният релеф и сравнително малката ширина на континента от север на юг благоприятстват за проникването на влажни въздушни маси както от север, така и от юг. През лятото (декември – февруари) над силно нагрятата повърхност се установява Австралийският минимум на атмосферно налягане, в който от северозапад и север нахлува влажния екваториален мусон, пренасящ по крайбрежието обилни валежи (над 1500 mm годишно при 6 – 7 влажни месеца). На юг от 22° ю.ш. те (валежите) се съкращават до 300 mm с 4 – 5 дъждовни месеца, а на западното крайбрежие – до 250 mm годишно. През южната част на континента преминават серия от антициклони, обуславящи лятната сухост в югозападната част на Австралия, равнината Наларбор и планините в щата Виктория. В равнините на реките Мъри и Дарлинг летните засушавания се смекчават от конвективните валежи. На изток ветровете от Тихия океан пренасят нагрят над топлото Източноавстралийско течение влажен въздух. Неговото изкачване по склоновете на Голямата вододелна планина обуславят орографските валежи, които са особено обилни между 16 и 19° ю.ш. Град Кернс (щата Куинсланд) е най-влажното място в Австралия с годишна сума на валежите 2243 mm. Летния максимум на валежите се проследява и на север от линията Сидни – нос Северозападен. През зимата (юни – август) низходящите движения на въздуха в антициклоналните райони достигат охладената повърхност на континента и над Централна Австралия се установява Австралийският максимум на атмосферно налягане. Оттичащите се от него ветрове пренасят сух континентален тропичен въздух на север и северозапад, с който е свързан сухия сезон на континента на север от 15° ю.ш. Над Южна Австралия падат циклонални дъждове по линията на полярния фронт между умерените и тропичните въздушни маси (в град Пърт от юни до август падат 494 mm валежи, представляващи 55% от годишната им сума). По източното крайбрежие, на юг от Сидни дъждовете са разпределени равномерно през цялата година, като се усилват през есента с активизацията на циклоналната дейност на полярния фронт.

### Климатични пояси
В зависимост от термобаричните условия и характера на овлажняването в Австралия се обособяват три климатични пояса: субекваториален, тропичен и субтропичен. Голямата вододелна планина, задържаща топлите и влажни въздушни маси от Тихия океан, обострят различията в овлажняването на източното крайбрежие и вътрешните райони на континента и обособяват океански сектори в трите пояса. Поясът на субекваториалния климат е разположен на север от 20° ю.ш. и се характеризира с постоянно високи температури (20 – 28°С) и редуване на летен влажен и зимен сух сезон. Почти изцяло той е разположен във вътрешността на континента, и само на североизток, по крайбрежието се проявява много по-влажния океански сектор. Най-голяма площ заема поясът на тропичния (пасатен) климат между 18° и 30° ю.ш. със сектори – континентален пустинен (в централните райони), полупустинен (на запад, север и изток до 145° и.д.) и морски (по източното крайбрежие и по наветрените склонове на планините) с горещо и влажно лято и топла по-слабо влажно зима. Поясът на субтропичния климат включва Южна Австралия. В него се обособяват следните сектори: югозападен средиземноморски с горещо и сухо лято и прохладна и влажна зима; югоизточен мусонен, равномерно влажен през цялата година; континентален с нарастваща във вътрешността сухота, в т.ч. пустинните равнини Наларбор.

## Води

### Воден баланс, речен режим, реки
Слабо развитата речна мрежа на Австралия се обяснява с господството на пустинния и полупустинния климат. Общият обем на годишният речен отток е 350 km³ (най-малък от всички континенти). Слоят речен отток в по-голямата част от територията на континента е около 50 mm годишно и само по наветрените склонове на Голямата вододелна планина е около и над 400 mm годишно. 7% от територията на Австралия принадлежи към водосборния басейн на Тихия океан, 33% – към басейна на Индийския океан, а около 60% са заети от области с вътрешен отток с редки временни реки (т.нар. „крийкове“). Най-многочислени и дълги са крийковете принадлежащи към басейна на езерото Еър – Купър Крийк (1113 km), Дайамантина (941 km) и др. Отток в крийковете се наблюдава само след епизодични летни поройни дъждове. В карстовата равнина Наларбор липсва повърхностен отток. Повечето от реките с отток към двата океана са къси, с необработен надлъжен профил и неравномерн речен режим, плавателни са само в най-долните си течения и имат предимно дъждовно подхранване. Пълноводието им е свързан със сезона на дъждовете, който е предимно през лятото, само в Южна Австралия пълноводието е през зимата, а в югоизточната част – през есента. Най-пълноводни и със сравнително равномерен отток са реките, водещи началото си от Голямата вододелна планина, а най-непостоянни са реките по западното крайбрежие, стичащи се от полупустинните крайбрежни плата.
Най-пълноводната река в Австралия е Мъри (2375 km) с главния си приток Дарлинг (2450 km), най-дългата река в Австралия, но много по-маловодна. Други по-значителни реки са: Марамбиджи (1485 km), Лаклан (1339 km), Флиндърс (1004 km). Реките в Източна Австралия притежават големи хидроенергийни запаси, но водата им се използва основно за напояване. Най-важните хидроенергийни и иригационни съоръжения има по реките Мъри, Марамбиджи и Лаклан (в щата Нов Южен Уелс), Орд и Суон (в щата Западна Австралия), Бердекин (в щата Куинсланд). Много голямо хидротехническо съоръжение е изградено в Снежните планини с цел прехвърляне на голяма част от водите на река Сноу Ривър (влива се в Тасманово море) в системата на река Мъри, което позволява напояването на огромни земеделски масиви в главните селскостопански райони на Австралия.

### Езера, подземни (грунтови) води
На територията на Австралия много от древните езерни котловини се запълват с вода само след епизодични поройни дъждове. През по-голямата част от годината те са покрити с глинесто-солончакова кора. Най-големите австралийски езера са: Еър (9500 km²), Гарднър (~ 6000 km²), Торенс (3500 – 5745 km²), Амадеус (1032 km²). Голям брой малки езера (около 400) са разположени в Югозападна Австралия в т.нар. равнина на Солените езера.
Австралия е много богата на грунтови (подземни) води, разположени на дълбочина 1,5 – 2 km. Над 15 артезиански басейна заемат синеклизите на фундамента на платформата. Големият артезиански басейн в Централната Австралийска низина е най-големият в света и заема площ от 1 736 000 km². Подземните води са важен източник за водоснабдяване на сухите райони, но поради високата им минерализация са пригодни главно за нуждите на промишлеността и транспорта и за напояване на пасищата.

## Почви
Голяма част от територията на Австралия заемат тропическите почви, а на юг от 30° ю.ш. – субтропичните почви. Във вътрешните части на континента преобладават примитивните почви на тропичните и субтропичните пустини и пясъци, които са предимно полузакрепени. На запад, в Австралийското плато са разпространени чакълестите почви, а обширни пространства са заети от пясъци. В равнините на Централната низина са развити пясъчно-глинести и глинести, а покрай езерата в Централния басейн – засолени почви. На запад, север и изток във връзка с увеличаване на количеството на летните валежи и степента на летеризация на почвения слой примитивните пустинни почви преминават в червеникаво-кафяви полупустинни, червено-кафяви и червени латеритни саванни почви. Във влажните северни и източни части на континента са развити червено-жълти латеритни, често оподзолени почви и техните планински разновидности, а в низините и по долините в устията на реките, заливани от приливите – засолени блатни мангрови и маршови почви. Пустинните почви на сухите субтропици в равнината Наларбор във връзка с увеличаването на влажността на климата на югозапад и югоизток преминават в сиво-кафеникави и кафеникави, а по наветрените склонове на хребета Дарлинг и в предпланините на Голямата вододелна планина – в червеникаво-кафеникави. В крайния югозапад се срещат реликтови червеноземи и жълтоземи, развити върху латеритна основа. По наветрените склонове на Голямата вододелна планина на север от 28° ю.ш. са формирани планински латеритни почви, а в междупланинските долини, върху древни и съвременни алувиални наноси и по изтветрелите лавови покривки – тропически черни почви. В субтропичния пояс, по склоновете на планините са развити планински жълтоземни и червеноземни и жълто-кафяви горски почви, а по най-високите части в Австралийските Алпи – планински ливадни почви. Земите пригодни за земеделска дейност в Австралия ъставляват над 60% от територията на континента, но от тях се използват едва 2 – 3%, предимно в субтропичните райони.

## Растителност
Органичният свят на Австралия от средата на кредата се е развивал в условия на продължителна изолация, поради което флората на континента е много своеобразна (до 75% от видовете са ендемити) и се обособява в Австралийска флористична и зоогеографска област. Най-типични за нея са евкалиптите и акациите. За връзките на континента преди кредата с Южна Америка и Африка свидетелстват общите семейства на протейновите и някои иглолистни, южния бук и др. Флористичната връзка с Малайския архипелаг и островите на Меланезия през неогена са обусловили малезийския характер на флората на тропическите гори в северните и източните райони на Австралия при нейния значителен ендемизъм.
Растителната покривка на континента отразява както историческите особености на нейното формиране, така и съвременните хидротермични условия и на първо място степента на овлажняване. Крайните части на континента (с изключение на западните) са заети от влажни гори – вечнозелени тропически на североизток и евкалиптови подтропически на югоизток и югозапад. С увеличаването на континенталността на климата във вътрешността на континента влажните гори се сменят с тропически и подтропически сухи евкалиптови гори, редки гори и савани. В сухите вътрешни части на Австралия са развити храстови и тревисти формации. Преобладаването на храстовите формации – скребовите в полупустините и житните в пустините са специфично особеност на континента. Най-голямо значение от растителните ресурси на Австралия имат естествените пасища в областите на полупустините и саваните. Горите с икономическо значение заемат около 2% от територията на континента. Голяма част от тях се състоят от евкалипти, даващи твърда, не поддаваща се на гниене дървесина, ценни масла и естествен каучук.

## Животински свят
Своеобразния растителен и животински свят на континента позволява той да бъде обособен в отделната Австралийска флористична и зоогеографска област. Фауната се отличава със своята древност, висока степен на ендемизъм, отсъствие на копитни, примати и хищници (с изключение на дивото куче динго, привнесено от човека). На континента са се съхранили представители на фауната от мезозоя и неозоя, в т.ч. болшинството от обитаващите на земята торбести животни, а също и най-древните от бозайниците – еднопроходните яйцеснасящи ехидна и птицечовка. Много от животните на Австралия са изтребени в резултата на бракониерски лов и измененията на ландшафта, вследствие стопанската дейност на човека. Внесените от човека зайци на континента са унищожили значителна част от пасищата и са способствали за намаляването на двуутробните видове. Изчезнали са някои видове кенгуру, на границата на измирането са торбестият вълк, някои видове вомбати и др.

## Природни райони
В равнините на Австралия много ясно е изразена географската зоналност в субекваториалния, тропичния и субтропичния пояси. Естествените ландшафти на Австралия са силно видоизменени от човешката дейност. Охраната на природата е най-добре представена в Южна Австралия. Националните паркове и резервати заемат 0,2% от територията на континента. Най-големите национални паркове (с площ на 400 km²) са: „Маунт Косцюшко“ в Австралийските Алпи, Уайперфилд и Уилсън Промонтори в Югоизточна Австралия, Еунгела в Кунсланд. В Австралия се обособяват три природни района, съвпадащи със структурно-морфологичните провинции:
- Западно Австралийски плато – със слабо развит повърхностен отток и с преобладаване на ландшафтите на тропическите пустини и полупустини;
- Централна низина – с акумулативни низинни равнини, с ясна географска зоналност, с нарастване на континенталността на климата към вътрешните райони и смяната на ландшафтите на редките гори и савани с полупустини и пустини;
- Голяма вододелна планина – явява се главен вододел и климатична бариера с преобладаване на планинско-горски ландшафти.[1]

### Ландшафти на субекваториалния пояс
В субекваториалния пояс на Австралия, на север от 18° ю.ш. е разположена зоната на саваните, редките гори и храсти. Най-гояма площ заема подзоната на опустинените савани и сухи савани, редките гори и храсти, в ландшафтите на които водещо място принадлежат на саваните и редките гори. На полуостровите Арнемленд и Кейп Йорк, където индексът за сухота е под 2-ра степен, се обособява подзона на влажните високотревисти савани и саванни гори.

### Ландшафти на тропичния пояс
Разположението на по-голямата част от континента в тропичния пояс обуславя развитието предимно на ландшафтните зони в този пояс. Най-голяма площ заема зоната на пустините с годишна сума на валежите до 200 – 250 mm, но поради интензивното изпарение (200 – 300 mm годишно), тази зона е с най-голяма сухота (от 3-та степен и нагоре). Преобладават ландшафтите на пясъчните пустини с епизодичен повърхностен отток, но са значителни запасите на подземни (грунтови) води поддържащи съществуването на житни треви. Платата на запад са заети от каменисти пустини с редки ксерофитни храсти, с широко развитие на реликтови латеритни кори. Съвременните латеритни кори са предимно солни (основно силициеви) и гипсово-сулфатни и заемат големи площи в пустините на Централния басейн, където широко са развити гленести и глинесто-солончакови халофитни пустини. В източната част на Централната низина и във връзка с по-високот овлажняване и снижването на индекса на сухота (до 2-ра степен) зоната на храстовите полупустини се сменя със зоната на тропическите редки гори, сухите гори и саваните.

### Ландшафти на субтропичния пояс
В субтропичния пояс във връзка с големите климатични различия в отделните сектори е най-забележима деференциацията на ландшафтите. Индексът на сухотата се повишава от 2-ра степен и по-малко по периферията на континента до 3-та степен и нагоре в равнината Наларбор. Зоналните типове ландшафти се повтарят по западните и източните периферии на субтропичния пояс на Австралия, като включват: зона на субтропичните вечнозелени гори и храсти, като към центъра преминават през зоната на редките гори и храсти в зоната на храстовите степи. Равнината Наларбор е заета от зоната субтропичните полупустини и пустини. Голямата вододелна планина е единсвената зонално-орографска бариера в Австралия. Покрай нейните наветрени източни склонове се простира обширна горска зона: в субекваториалния пояс на север от 15° ю.ш. са развити постоянно влажни вечнозелени гори, между 15° и 28° ю.ш. – вечнозелени тропически гори, по-малко влажни, предимно евкалиптови, а на юг от 28° ю.ш. – мусонни субтропични евкалиптови гори. По западните подветрени склонове преобладават зоните на вечнозелените ксерофитни редки гори и савани. В Австралийските Алпи е най-добре изразена височинната поясност на ландшафтите.